# Parabola (Tool)
Parabola è un singolo del gruppo musicale statunitense Tool, pubblicato nel 2001 come secondo estratto dal terzo album in studio Lateralus.

## Descrizione
Settima traccia dell'album, Parabola rappresenta la seconda parte di una suite che la vede unita al brano Parabol.
Nel 2005 il singolo venne pubblicato in edizione DVD in contemporanea al precedente singolo Schism.

## Video musicale
Il videoclip del brano è stato realizzato dal chitarrista Adam Jones ed è unito all'intro Parabol. Proprio per tale unione, le principali emittenti musicali non lo mandarono in onda facilmente a causa della durata di oltre dieci minuti e optarono per trasmettere una versione ridotta.

## Tracce
CD promozionale (Europa, Stati Uniti)
1. Parabola (Radio Edit) – 6:08
2. Parabol (Album Version) – 3:04
3. Parabola (Album Version) – 6:02

DVD (Australia, Europa, Giappone, Stati Uniti)
1. Parabola (Video) – 10:10
2. Parabola (Guest Commentary) – 10:10
3. Parabola (Lustmord Remix) – 11:36

## Formazione
Gruppo
- Maynard James Keenan – voce
- Adam Jones – chitarra
- Justin Chancellor – basso
- Danny Carey – batteria

Produzione
- Tool – produzione
- David Bottrill – produzione, ingegneria del suono, missaggio

## Classifiche
| Classifica (2002)                | Posizione massima |
| -------------------------------- | ----------------- |
| Stati Uniti (alternative)        | 31                |
| Stati Uniti (mainstream rock)    | 10                |
| Classifiche (2006)               | Posizione massima |
| Paesi Bassi                      | 54                |
| Classifica (2019)                | Posizione massima |
| Stati Uniti (rock & alternative) | 14                |
| Stati Uniti (rock digital)       | 13                |